# Hidde ter Avest
Hidde ter Avest (Wierden, 20 mei 1997) is een Nederlands voetballer die bij voorkeur als rechtsback of als centrale verdediger speelt. Hij genoot zijn opleiding bij FC Twente, waarvoor hij in 2015 zijn debuut in de Eredivisie maakte. Na vanaf 2018 voor Udinese te zijn uitgekomen, tekende hij in januari 2021 bij FC Utrecht. In augustus 2024 was Ter Avest transfervrij en tekende hij een contract bij het Engelse Oxford United.

## Loopbaan

### FC Twente
Ter Avest speelde oorspronkelijk voor SVZW Wierden. Op zijn elfde maakte hij de overstap naar de voetbalacademie FC Twente. Hij was van verschillende jeugdelftallen aanvoerder. In 2013 tekende hij een driejarig opleidingscontract bij de Twentse voetbalopleiding. Als speler van de A1 maakte hij op 22 augustus 2014 zijn debuut voor Jong FC Twente. Hij had die dag een basisplaats in een wedstrijd tegen Almere City FC, in de Eerste divisie. Op 17 december van datzelfde jaar maakte hij vervolgens ook zijn debuut in het eerste elftal. Ter Avest viel in een bekerwedstrijd tegen De Graafschap in voor Orlando Engelaar. In februari 2015 werd Ter Avest bij de selectie van FC Twente gehaald. Hij maakte op 7 februari zijn debuut in de Eredivisie, als basisspeler tegen Excelsior (1-3 verlies). Ook in de wedstrijden daarna startte Ter Avest in de basis.
Vanaf seizoen 2015/16 was Ter Avest een vaste basisspeler van FC Twente. Bij afwezigheid van Stefan Thesker en Danny Holla droeg hij in seizoen 2017/18 een aantal keer de aanvoerdersband. Op 25 februari 2018 liep hij in een wedstrijd tegen FC Utrecht een enkelbreuk op, waardoor hij de rest van het seizoen uitgeschakeld was. Zijn ploeg ëindigde dat seizoen als laatste in de Eredivisie en degradeerde naar de Eerste divisie. 

### Udinese
In juni 2018 tekende de transfervrije Ter Avest een vierjarig contract bij Udinese in Italië. Op 11 augustus maakte hij in de beker tegen Benevento Calcio zijn debuut voor de club. Op 28 oktober mocht hij tegen Genoa CFC voor het eerst minuten maken in de Serie A. Op 17 maart 2019 gaf hij een assist in een met 4-2 verloren wedstrijd tegen SSC Napoli. Hij speelde veertien wedstrijden in zijn eerste jaar. In zijn tweede jaar speelde hij 22 wedstrijden in alle competities, maar hij werd nooit een vaste basisspeler. Na een halfjaar in zijn derde seizoen bij Udinese had hij maar zes wedstrijden gespeeld en mocht hij transfervrij vertrekken.

### FC Utrecht
Ter Avest tekende hij in januari 2021 een contract voor 3,5 jaar bij FC Utrecht. Op 16 januari maakte hij tegen Heracles Almelo zijn debuut voor Utrecht. Hij was meteen basisspeler in de Domstad. Op 30 januari scoorde hij in een 3-3 gelijkspel tegen PEC Zwolle zijn eerste goal voor FC Utrecht. Op 19 februari was Ter Avest goed voor een goal en een assist in 6-0 overwinning op Willem II. In zijn eerste volledige seizoen bij FC Utrecht was Ter Avest voornamelijk basisspeler en kwam hij tot 30 wedstrijden in alle competities. 

## Statistieken
| Seizoen | Club           | Competitie     | Competitie | Competitie | Beker | Beker | Overig | Overig | Totaal | Totaal |
| Seizoen | Club           | Competitie     | Wed.       | Dlp.       | Wed.  | Dlp.  | Wed.   | Dlp.   | Wed.   | Dlp.   |
| ------- | -------------- | -------------- | ---------- | ---------- | ----- | ----- | ------ | ------ | ------ | ------ |
| 2014/15 | Jong FC Twente | Eerste divisie | 2          | 1          | —     | —     | —      | —      | 2      | 1      |
| 2014/15 | FC Twente      | Eredivisie     | 10         | 0          | 2     | 0     | —      | —      | 12     | 0      |
| 2015/16 | FC Twente      | Eredivisie     | 29         | 1          | 1     | 1     | —      | —      | 30     | 2      |
| 2016/17 | FC Twente      | Eredivisie     | 31         | 1          | 1     | 0     | —      | —      | 32     | 1      |
| 2017/18 | FC Twente      | Eredivisie     | 22         | 0          | 4     | 0     | —      | —      | 26     | 0      |
| 2018/19 | Udinese        | Serie A        | 13         | 0          | 1     | 0     | —      | —      | 14     | 0      |
| 2019/20 | Udinese        | Serie A        | 20         | 0          | 2     | 0     | —      | —      | 22     | 0      |
| 2020/21 | Udinese        | Serie A        | 6          | 0          | 0     | 0     | —      | —      | 6      | 0      |
| 2020/21 | FC Utrecht     | Eredivisie     | 18         | 2          | 0     | 0     | 2      | 0      | 20     | 2      |
| 2021/22 | FC Utrecht     | Eredivisie     | 26         | 1          | 2     | 0     | 2      | 0      | 30     | 1      |
| 2022/23 | FC Utrecht     | Eredivisie     | 20         | 0          | 4     | 0     | 1      | 0      | 25     | 0      |
| 2023/24 | FC Utrecht     | Eredivisie     | 27         | 0          | 2     | 0     | 2      | 0      | 31     | 0      |
| 2024/25 | Oxford United  | Championship   | 0          | 0          | 0     | 0     | 0      | 0      | 0      | 0      |
| Totaal  | Totaal         | Totaal         | 224        | 6          | 19    | 1     | 7      | 0      | 250    | 7      |

Bijgewerkt t/m 8 april 2024.

## Nederlands elftal
Ter Avest maakte deel uit van het Nederlands voetbalelftal onder 17 dat op het Europees kampioenschap 2014 tot de finale reikte. In de finale werd na strafschoppen van Engeland verloren. Hij kwam één keer uit voor het Nederlands voetbalelftal onder 21. Onder trainer Art Langeler speelde hij op 24 maart 2017 in een oefenwedstrijd tegen Finland.

## Privé
Hidde ter Avest is verre familie van voormalig voetballer Berthil ter Avest. Beide spelers zijn afkomstig uit Wierden.